# Hof Hagen
Das Dorf Hof Hagen bildet seit dem 7. Juni 2009 zusammen mit Below, Techentin, Augzin, Mühlenhof, Zidderich und Langenhagen die Gemeinde Techentin, die zum Amt Goldberg-Mildenitz im Landkreis Ludwigslust-Parchim in Mecklenburg-Vorpommern gehört. Hof Hagen gehörte vorher zur Gemeinde Langenhagen.

## Geografie und Verkehr
Hof Hagen liegt vier Kilometer südwestlich von Goldberg und einen Kilometer südöstlich von Langenhagen mit den Langenhägener Seewiesen.
Östlich befindet sich das zum Hof Hagen gehörende Waldgebiet Medower Herrenholz. Kleinere Erhebungen um Hof Hagen sind der Kreienberg, auch Krähenberg genannt, der Warricksberg von dem man nach Feinden Ausschau hielt, der Klaberberg als ein Berg mit dem Kleebewuchs und der Kiebitzberg, wo die Kiebitze vorkommen.
Überregionale Straßen gibt es in der Ortslage nicht.

## Geschichte
Hof Hagen entstand auf der damals zu groß gerodeten Fläche der Langhagener Feldmark östlich der Langenhägener Seewiesen.
1319 war um den Langenhägener See ein Hagendorf mit 16 Hufen, der Techentiner Hagen, das heutige Langenhagen entstanden. Eine der Hufen war zur Hälfte frei und diente dem Kloster Sonnenkamp als Rossdienst durch Adlige. Angehörige der Familien von Bülow erhielten für ihre Dienste bei der Aufsicht der Bauern dem Kloster gegenüber diese Freihufe, auch Bülowsche Pacht genannt. Diese Abgaben entrichteten die Bauern noch 1657, dann aber an das Amt Goldberg. Die klostereigenen Besitzungen wurden 1319 in der Heberolle  des Klosters Sonnenkamp akkurat geführt. Dort wurde 1345 erstmals auch Hof Hagen erwähnt.
Erst 1506 wurde ein Pächter genannt, weil dieser ein Ritterpferd abgeben musste. Danach ist bis Mitte des 17. Jahrhunderts über Hof Hagen wenig bekannt. Um 1726 kaufte ein von Twestreng für 2.100 Reichstaler den Hof und ließ in der Techentiner Kirche ein Erbbegräbnis anlegen. Im Beichtkinderverzeichnis von 1751 werden Dietrich von Scheel mit Frau, Magd und Kind als Besitzer genannt.
1790 war Hof Hagen Domänengut und Oberförsterei. Nach der Volkszählung 1876 hatte Hof Hagen 60 Einwohner.

### Gutsanlage
Hof Hagen war eine mittelgroße Gutsanlage mit Ställen, Scheunen und etlichen Fachwerkkaten für die Landarbeiter. Das ehemalige Wirtschaftsgebäude mit Fachwerk im Obergeschoss wurde 1904 errichtet.
Das Gutshaus, ein achtachsiger eingeschossiger Backsteinbau mit Krüppelwalmdach, wurde um 1850 gebaut. Die Veranda auf der Gartenseite hatte man abgerissen, auch die kleine Parkanlage ist nicht mehr erkennbar. Vor dem verzierten dreiachsigen Mittelrisaliten mit Strebepfeilern und Satteldach auf der Hofseite hatte man einen gemauerten Ziegelvorbau mit Pappdach gestellt.
1916 kaufte Herr Grube als Besitzer von Hof Hagen die Erbpachtstelle in Klein Medow.
Die 1930 abgebrannten sieben Wirtschaftsgebäude wurden wieder aufgebaut. Sie wurden nach der Bodenreform im Zuge der LPG-Bildung abgerissen. So ist die ursprüngliche Gutsanlage in seinen Gebäuden nach dem Messtischblatt von 1882 kaum noch erkennbar. Den 1904 errichteten Pferdestall hatte man nach 1945 zu Wohnungen mit einer  Schmiede und Stellmacherei umgebaut.
Um 1930 erhielt Hof Hagen Strom und nach 1945 bestand die Wasserversorgung noch aus zwei Pumpen.

### Besitzerfolge
- 1726 von Twestreng
- 1751 Dietrich von Scheel
- 1790 Oberförster Hoeppner und Erben
- 1802 Oberförster Drepper
- 1824 Oberförster Bartels
- 1843 von Müller
- 1853 Ludwig Günther
- 1863 H. Prestin
- 1885 Höse und Hoffmann
- 1893 Carl Engelhardt
- 1898 Rechtsanwalt Dr. August Witt aus Wismar
- 1910 Grube mit Sohn
- 1927 Grube mit Sohn, dazu Klein Medow
- 1945 Enteignung

### Weitere Nutzung
Das Gutshaus in der Dorfstraße 3 wurde in den letzten Jahrzehnten als Wohnhaus, Konsum -Verkaufsstelle und als Versammlungsraum genutzt. Nach 1998 gehörte es der Wohnungsbaugenossenschaft in Lübz. Einige Jahre ungenutzt, wurde es ab 2005 durch eine Malerin zu einem kulturellen Zentrum gestaltet.

### Ungedruckte Quellen
Landeshauptarchiv Schwerin (LHAS)
- LHAS 1.5-4/3 Urkunden Kloster Dobbertin. Nr. 197.
- LHAS 5.12-3/1 Mecklenburg-Schwerinsches Ministerium des Innern. Nr. 1612 Dorfschaft Langenhagen, Hof Hagen 1871–1942.

Kreisarchiv Nordwestmecklenburg
- N 20 Guts- und Herrenhäuser in Mecklenburg-Vorpommern

## Karten
- Topographische oekonomische und militaerische Charte des Herzogthums Mecklenburg-Schwerin und des Herzogthums Ratzeburg des Grafen Schmettau 1758.
- Wiebekingsche Karte von Mecklenburg 1786.

Koordinaten: 53° 34′ N, 12° 2′ O